# Pieter van Os
Pieter Gerardus van Os (8 de octubre de 1776 – 28 de marzo de 1839) fue un pintor y grabador holandés y un miembro de la renombrada familia Van Os.

## Vida
Van Os nació en La Haya, siendo el hijo de Jan van Os. Estudió con su padre y entre 1794 y 1795 en la Tekenakademie de La Haya. Durante este período copiará cuadros de la obra de Paulus Potter y Charles Dujardin. Van Os fue particularmente amante de los animales como su tema pictórico principal e hizo una excelente copia de uno de las obras de Potter - El toro joven - que fue comprada por William V, Príncipe de Orange.
Después de completar su formación, partió hacia Ámsterdam, dando clases de dibujo y haciendo retratos en miniatura. Alrededor de 1805, empezó a dedicarse a la producción de pinturas de paisajes y todavía estaba fuertemente influenciada por los maestros holandeses del siglo XVII.En 1808, su Paisaje Montañoso con Ganado ganó el premio proporcionado por el Rey Luis Bonaparte para el mejor paisaje de la primera exposición pública de arte contemporáneo holandés de la ciudad de Ámsterdam.
Entre 1813 y 1814 se formó como un capitán de voluntarios, lo que le llevó a tratar temas militares en su arta. El emperador Alejandro I de Rusia compró una pintura de tema bélico y lo colocó en su palacio en San Petersburgo. Van Os murió en La Haya, en 1839.
Su hijo Pieter Frederik van Os (1808 — 1892) se convirtió en maestro de Anton Mauve.

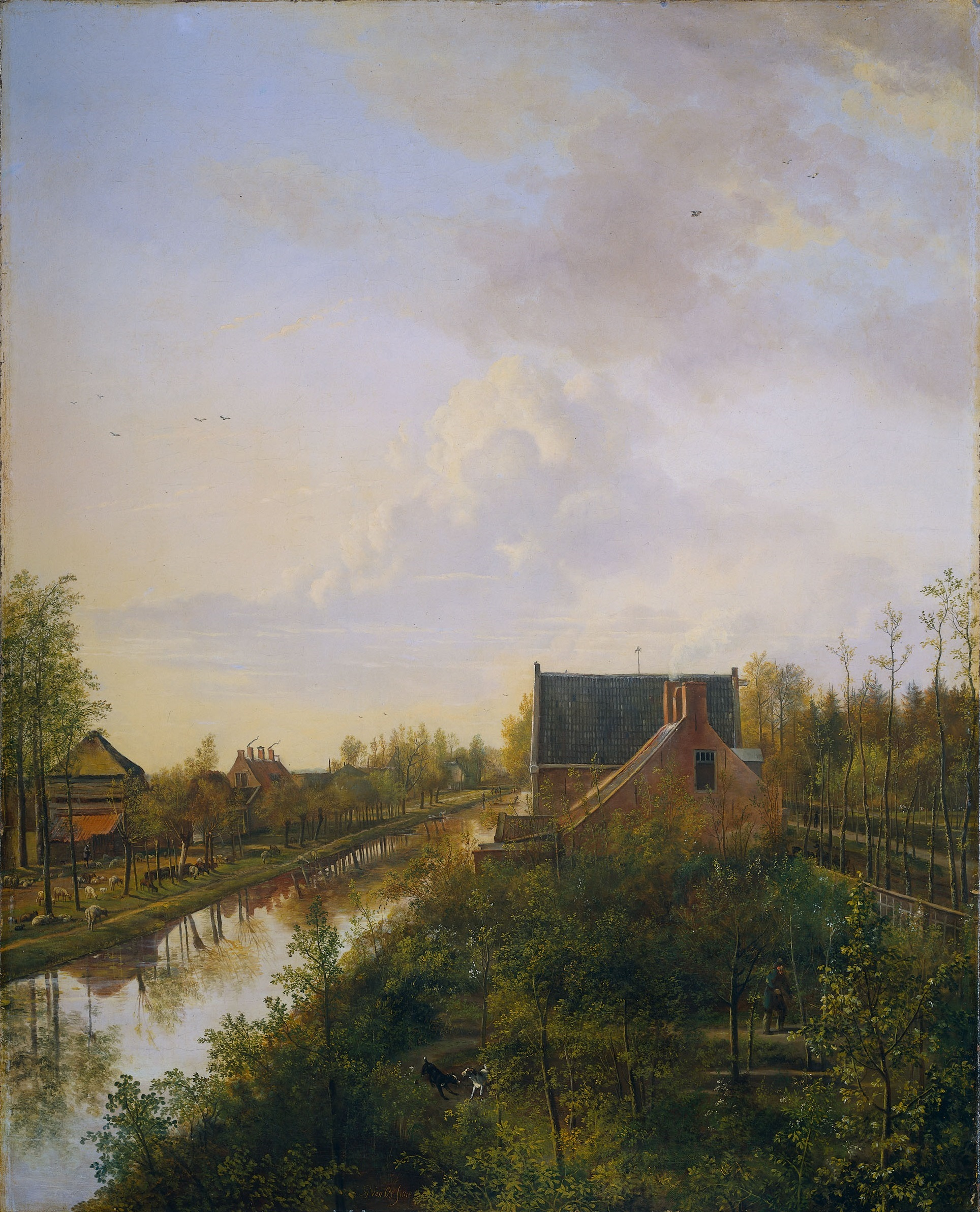
Paisaje de un canal